# Apetaenus enderleini
Apetaenus enderleini är en tvåvingeart som beskrevs av Lorenzo Munari 2007. Apetaenus enderleini ingår i släktet Apetaenus och familjen Canacidae.
Artens utbredningsområde är Kerguelen. Inga underarter finns listade i Catalogue of Life.